# Nowe Brzesko
Nowe Brzesko és un poble al sud-est de Polònia ubicat entre Proszowice i Cracòvia, el 2005 comptava amb una àrea urbana d'aproximadament 2.500 habitants. És la capital d'una gmina separada dintre del voivodat de 
Petita Polònia. Per Nowe Brzesko hi passa el riu Vístula. Existeix com a població des del segle xii.